# Teodoro II (antipapa)
Teodoro (fl. VII secolo) è stato un presbitero italiano che fu antipapa col nome di Teodoro II nel 686 e 687.

## Biografia
Alla morte di papa Giovanni V, l'elezione del successore si presentò incerta, dato che gli elettori si divisero in due fazioni: il clero sosteneva l'arciprete Pietro e l'aristocrazia romana Teodoro. Per impedire che Pietro potesse essere consacrato le milizie aristocratiche occuparono il Palazzo del Laterano e si riunirono nella Basilica di Santo Stefano Rotondo al Celio eleggendo Teodoro.
Non si venne comunque allo scontro diretto e dopo le trattative il clero cambiò candidato designando Conone, le parti giunsero ad un accordo e, dopo che Conone venne consacrato il 21 ottobre 686, Teodoro II lo riconobbe ed abdicò prima di essere a sua volta consacrato.
Alla morte di Conone nel 687, Teodoro tentò di nuovo di candidarsi al papato in opposizione a Pasquale, le due fazioni, entrambe insediate nel Laterano, elessero i due prelati contemporaneamente. Per dirimere la situazione i magistrati romani, la milizia e parte del clero fecero subentrare ai due il presbitero palermitano Sergio. Ancora una volta Teodoro riconobbe il nuovo papa e rinunciò alla carica.
Poiché non venne consacrato nessuna delle due volte che fu designato, a stretto rigore non dovrebbe essere considerato un vero e proprio antipapa.